# Carl Theodor Ebbesen
Carl Theodor Ebbesen, född 16 maj 1824 i Köpenhamn, död 22 maj 1885 i Stockholm, var en svensk kopparstickare.
Ebbesen kom till Stockholm i mitten av 1860-talet för att arbeta vid Generalstabens topografiska avdelning. Han etablerade även ett eget grafiskt företag i Stockholm 1881.